# 1871 (film)
Pour les articles homonymes, voir 1871 (homonymie).
Pour plus de détails, voir Fiche technique et Distribution.
1871 est un film historique de 1990 sur la montée et la chute de la Commune de Paris en 1871. Il a été réalisé par Ken McMullen et produit par Stewart Richards. Les auteurs sont McMullen, James Leahy (en) et Terry James. Il a été projeté dans la section Un certain regard au Festival de Cannes 1990. Le film met en vedette Ana Padrão, Roshan Seth, John Lynch, Jack Klaff (en) et Timothy Spall.

## Synopsis
L’ascension et la chute de la Commune de Paris en 1871.

## Fiche technique
- Titre original : Eighteen Seventy-One
- Titre français : Mille huit cent soixante et onze
- Réalisation : Ken McMullen
- Scénario : Ken McMullen, James Leahy (en), Terry James
- Photographie : Elso Roque
- Montage : William Diver
- Musique : Barrie Guard
- Décors : Paul Cheetham, Steve Fisher, João Martins
- Costumes : Monica Howe
- Production : Stewart Richards, António da Cunha Telles, Lars Johannson, Anders Palm, Ken McMullen, Jérome Clément
- Sociétés de production : Channel Four Films, La Sept Cinéma, Looseyard Productions, Palawood Development, Animatografo
- Pays de production :  Royaume-Uni -  France -  Portugal
- Langues originales : anglais, français
- Format : Couleurs - Son Dolby Surround - 35 mm
- Durée : 100 minutes
- Genre : Drame historique
- Dates de sortie : 
  - France : mai 1990 (Festival de Cannes 1990) ; 19 février 1997 (sortie nationale)

## Distribution
- Ana Padrão - Séverine
- Roshan Seth - Grafton
- John Lynch - O'Brien
- Jack Klaff (en) - Cluseret
- Timothy Spall - Ramborde
- Dominique Pinon - Napoléon III
- Maria de Medeiros - Maria
- Med Hondo - Karl Marx
- Cédric Michiels - L'urchin